# Carlo Cerciello
Carlo Cerciello (Napoli, 28 novembre 1951) è un attore e regista italiano.

## Biografia
È attore in teatro, cinema, radio e televisione con i registi Claudio Ascoli, Vittorio Lucariello, Armando Pugliese, Giuseppe Rocca, Walter Manfrè, Stefano Incerti, Francesco Rosi, Carla Apuzzo, Luca De Fusco, Maurizio Fiume, Antonietta De Lillo, Vincenzo Marra, Francesca Comencini, e partecipa come attore a molti Festival Italiani di Teatro e Cinema, come Astiteatro, Spoleto, Festival Mondiale di Drammaturgia Contemporanea, Catonateatro, Taormina Arte, Festival del Cinema di Venezia.
Nel 1968 studia canto con il maestro De Simone e nel 1990 con il maestro Antonio Sinagra. Fonda un gruppo musicale negli anni ’70. Nell’82 incontra il maestro Gennaro Vitiello, che lo inizia al teatro.
Fonda nel 1996 e dirige da 20 anni il Teatro Elicantropo di Napoli, dedicato alla drammaturgia contemporanea, particolarmente connotato per il suo impegno politico e sociale, che nel 2007 è stato riconosciuto dal Ministero per il suo alto valore culturale.

## Regista

### Teatro
- La scandalosa, di Carlo Cerciello (1998)
- Il contagio, tratto da Cecità di José Saramago (1999)
- Quartett, di Heiner Müller (2000)
- Il cielo di Palestina, di Carlo Cerciello (2000)
- Stanza 101 da 1984 di George Orwell e da Una storia italiana di Silvio Berlusconi (2002)
- Noccioline, di Fausto Paravidino (2002)
- Malacarne, di Fortunato Calvino (2002)
- Boom Boom Bush da L'inganno del golfo di Claudio Fracassi, (2003)
- Via delle oche, di Carlo Lucarelli (2003)
- Girotondo di Arthur Schnitzler (2003)
- Guappo di cartone, di Raffaele Viviani (2003)
- Italietta da Petrolio e altre opere di Pier Paolo Pasolini (2004)
- Genova 01 di Fausto Paravidino (2005)
- Fesseria 'e cafe di Marina Confalone (2005)
- Macbeth di William Shakespeare (2006)
- Niente più niente al mondo di Massimo Carlotto (2006)
- O Schiaffo di Enzo Vitale e Roberto Russo (2006)
- Office di Shan Khan (2007)
- Nzularchia Premio Riccione 2005 di Mimmo Borrelli (2007)
- Terrore e miseria del Terzo Reich di Bertolt Brecht (2007)
- Norway.Today di Igor Bauersima (2008)
- England di Tim Crouch (2008)
- Don Giovanni ritorna dalla guerra di Ödön von Horváth (2008)
- Ecuba di Euripide (2009)
- La rivolta degli angeli di Anatole France (2009)
- Brutto di Marius Von Mayenburg (2010)
- Orfeo ed Euridice di Christoph Willibald Gluck (2010)
- Marat/Sade di Peter Weiss (2011)
- Il presidente di Thomas Bernhard (2011)
- La madre di Bertolt Brecht (2012)
- Signurì signurì di Enzo Moscato (2014)
- Scannasurice di Enzo Moscato (2015)
- Animali notturni di Juan Mayorga (2016)
- Bordello di mare con città di Enzo Moscato (2016)
- Phaedra di Seneca (2016)
- Regina Madre di Manlio Santanelli (2018)
- Erodiade di Giovanni Testori (2019)

## Filmografia

### Attore

#### Cinema
- Il verificatore (1995)
- Rose e pistole (1998)
- Il resto di niente (2004)
- Lo spazio bianco (2009)
- Il ladro di giorni (2019)
- Il paradiso del pavone, regia di Laura Bispuri (2021)

#### Cortometraggi
- Angeli Dark (2007)
- Reset (2010)

#### Televisione
- Luna Rossa: Red Mooon Over Naples (1999)
- La nuova squadra - Seconda stagione (2009)
- Gomorra - La serie - Terza stagione, 7 episodi (2017)

## Riconoscimenti
- 2000 – Nomination Premio Ubu per regia di Quartett
- 2001 – Premio “Giuseppe Bartolucci “ al Teatro Elicantropo
- 2002 – Premio Ubu per la ricerca in Stanza 101
- 2006 – Premio Ruccello 2006 al Teatro Elicantropo
- 2008 – Premio ETI Olimpici del Teatro migliore spettacolo di innovazione con Nzularchia di Mimmo Borrelli.
- 2009 – Premio HYSTRIO per il suo percorso registico.
- 2013 – Premio CERVI – Teatro per la Memoria per La Madre
- 2015 – Premio Associazione Nazionale Critici Teatro ANCT per Scannasurice migliore spettacolo dell’anno
- 2017 – Premio Le Maschere del Teatro Italiano